# Rhodos internationella flygplats
Rhodos internationella flygplats "Diagoras" (IATA: RHO, ICAO: LGRP) (grekiska: Κρατικός Αερολιμένας Ρόδου "Διαγόρας") är en internationell flygplats på den västra sidan av den grekiska ön Rhodos. Flygplatsen ligger 14 km sydväst om staden Rhodos och alldeles intill byn Paradisi. Den var Greklands fjärde mest trafikerade flygplats år 2016 med 5 007 159 passagerare.
Under sommaren flyger flygbolagen Aegean Airlines, Norwegian, Novair, Primera Air, Ryanair, SAS, Sunclass Airlines och TUIfly Nordic till flygplatsen från Skandinavien.